# San Martino Sannita
San Martino Sannita là một đô thị ở tỉnh Benevento trong vùng Campania của Ý, có vị trí khoảng 60 km về phía đông bắc của Napoli và khoảng 9 km về phía đông nam của Benevento. Tại thời điểm ngày 31 tháng 12 năm 2004, đô thị này có dân số 1.247 người và diện tích là 6,3 km².
San Martino Sannita giáp các đô thị: Montefusco, San Giorgio del Sannio, San Nazzaro, San Nicola Manfredi, Sant'Angelo a Cupolo, Torrioni.